# Onychocamptus armiger
Onychocamptus armiger är en kräftdjursart som först beskrevs av Gurney 1927.  Onychocamptus armiger ingår i släktet Onychocamptus och familjen Laophontidae. Inga underarter finns listade i Catalogue of Life.